# Пешково (Ногинский район)
Пешково — деревня в Ногинском районе Московской области России, входит в состав сельского поселения Аксёно-Бутырское.

## Население
| 1852 | 1859 | 1890 | 1926 | 2002 | 2006 | 2010 |
| ---- | ---- | ---- | ---- | ---- | ---- | ---- |
| 112  | ↗126 | ↘54  | ↗372 | ↘119 | ↘79  | ↗110 |

## География
Деревня Пешково расположена на востоке Московской области, в центральной части Ногинского района, примерно в 35 км к востоку от Московской кольцевой автодороги и 3 км к западу от центра города Ногинска, по левому берегу реки Клязьмы.
В 1 км к югу от деревни проходит Горьковское шоссе М7, в 2 км к востоку — Московское малое кольцо А107, в 9 км к западу — Монинское шоссе Р109, в 15 км к северо-западу — Щёлковское шоссе А103. Ближайшие сельские населённые пункты — деревни Берёзовый Мостик и Оселок.
В деревне 12 улиц — 1-я, 2-я и 3-я Садовые, Гречишкина, Зелёная, Кленовая, Лесная, Луговая, Массив 2, Массив 3, Массив 4, и Сосновая; приписано 3 садоводческих товарищества (СНТ).
Связана автобусным сообщением с городом Ногинском и рабочим посёлком Монино.

## История
В середине XIX века деревня относилась ко 2-му стану Богородского уезда Московской губернии и принадлежала князю В. Д. Волконскому. В деревне было 16 дворов, крестьян 50 душ мужского пола и 62 души женского.
В «Списке населённых мест» 1862 года — владельческая деревня 2-го стана Богородского уезда Московской губернии по левую сторону Владимирского шоссе (от Богородска), в 3 верстах от уездного города и 20 верстах от становой квартиры, при реке Клязьме, с 21 двором и 126 жителями (56 мужчин, 70 женщин).
По данным на 1890 год — деревня Ямкинской волости 3-го стана Богородского уезда с 54 жителями.
В 1913 году — 38 дворов.
По материалам Всесоюзной переписи населения 1926 года — центр Пешковского сельсовета Пригородной волости Богородского уезда в 1,1 км от Владимирского шоссе и 1,6 км от станции Богородск Нижегородской железной дороги, проживало 372 жителя (172 мужчины, 200 женщин), насчитывалось 86 хозяйств, из которых 30 крестьянских.
С 1929 года — населённый пункт Московской области в составе:
- Пешковского сельсовета Богородского района (1929—1930)[16],
- Пешковского сельсовета Ногинского района (1930—1954)[17],
- Ельнинского сельсовета Ногинского района (1954—1959)[18],
- Аксёно-Бутырского сельсовета Ногинского района (1959—1963, 1965—1994)[19][20],
- Аксёно-Бутырского сельсовета Орехово-Зуевского укрупнённого сельского района (1963—1965)[21],
- Аксёно-Бутырского сельского округа Ногинского района (1994—2006)[20],
- сельского поселения Аксёно-Бутырское Ногинского муниципального района (2006 — н. в.)[22][23].